# William Boyd
William Boyd (Accra, 7 marzo 1952) è uno scrittore e sceneggiatore britannico di origini scozzesi, noto in Italia soprattutto per il romanzo Brazzaville Beach (1990). Come sceneggiatore, ha collaborato alla realizzazione di film tratti dai romanzi degli scrittori contemporanei Mario Vargas Llosa e Joyce Cary.

## Biografia
Nato nel Ghana, trascorse assieme ai genitori molti anni della sua vita in Nigeria. Durante la Guerra civile nigeriana, Boyd rimase profondamente influenzato dai sanguinosi e tragici eventi, tanto che arrivò successivamente a dichiarare: [La guerra] è stata folle, idiota, e non per tutti, come io immaginavo fosse una guerra. Tutte le mie opinioni, ricevute da libri e televisione, si sono rivelate errate. Terminato il conflitto, il padre, medico di professione, decise di lasciare l'Africa e di tornare in Scozia; lì Boyd frequentò il Gordonstoun, il prestigioso istituto del piccolo villaggio di Duffus (nel Moray). Terminò gli studi in Francia, più precisamente a Nizza, e a Glasgow, laureandosi in Filosofia. La sua tesi fu pubblicata sul Glasgow University Guardian, il giornalino scolastico dell'università. Nel 1975 si trasferisce ad Oxford per studiare presso il Jesus College: si laurea grazie ad una tesi sull'opera e il pensiero del romantico Percy Bysshe Shelley.
Trasferitosi a Londra, per un breve periodo lavora come opinionista per il settimanale di sinistra New Statesman, conseguendo nel frattempo un corso di scrittura creativa presso il St Hilda's College di Oxford. Nel 1981 è pubblicato Un buon uomo in Africa (A Good Man in Africa), il suo primo romanzo. Trascorre questi anni studiando e apparendo occasionalmente in TV nel programma Good and Bad at Games di Channel 4. Nel 1983 è selezionato tra i venti migliori giovani scrittori britannici(assieme a Ian McEwan e Martin Amis) dalla rivista letteraria Granta; nello stesso anno, inoltre, diventa membro della Royal Society of Literature, che include scrittori del calibro di Chinua Achebe, Tom Stoppard, Antonia Fraser e i Premi Nobel Doris Lessing, Harold Pinter e Vidiadhar Surajprasad Naipaul. Nel 2005 diventa commendatore (CBE) ricevendo l'Ordine dell'Impero Britannico. Nel mese di aprile 2012 è ufficializzato il suo incarica a nuovo autore per un romanzo nella saga di 007, intitolato Solo.
Nel 1999 è stato insignito del titolo di duca di Brazzaville dal sovrano del Regno di Redonda.
Vive con la moglie Susan, editrice, tra il quartiere Chelsea di Londra e il castello Bergerac in Francia, dove produce apprezzati vini.

## Opera e pensiero
William Boyd è stato collocato al primo posto tra gli scrittori di una nuova generazione, seria e dotata dal giornale The Financial Times in occasione della pubblicazione di Brazzaville Beach (1990), ma, prima del grande successo che lo ha portato a sognare il Premio Nobel per la letteratura, non è mai stato preso seriamente come scrittore dalla critica britannica e, anzi, si può dire che solo all'estero ha avuto un certo seguito. In Patria, infatti, i lettori gli preferivano autori quali Martin Amis, Julian Barnes e il celebre Ian McEwan (nomi che anche in Italia oscurano il suo). È quindi dal 1990 che, a poco a poco, Boyd ha ottenuto il rispetto di critici e colleghi scrittori (tra cui Kingsley Amis, di cui è stato definito il naturale successore).
Legato alla tradizione letteraria britannica e profondamente influenzato dal Romanticismo (ovviamente, soprattutto dall'amatissimo Shelley), si è spesso rifatto al tono satirico del connazionale Evelyn Waugh, passando da questi al semplice sarcasmo, soprattutto nelle relazioni tra i personaggi. Ha infatti più a cuore il soggetto dell'oggetto, come del resto tutti i Romantici, e vede nella natura il mezzo migliore per rappresentare le persone e le situazioni (ad esempio in Brazzaville Beach la natura selvaggia dà ai personaggi l'impressione di essere dispersi, lontani dalla civiltà natale, dagli usi e dai costumi e ne influenza quindi il comportamento). Particolarmente apprezzabile è lo stile, l'acutezza per il dettaglio - specie nelle opere ambientate in Africa - e, ovviamente, la fervida immaginazione.
Come lo scrittore francese Flaubert, essendo figlio di un medico, Boyd isola i personaggi dal loro mondo natale: li mette poi in relazione tra loro cambiati, nel bene o nel male, e ne descrive i mutamenti con sarcasmo, satira, commiserazione e, spesso, pietà. Ciò rende il suo stile particolarmente colorito (stimola e incanta, The Financial Times) e umano (un'umanità che ci colpisce, The Times). Inoltre, continuando il parallelo col celeberrimo Flaubert, Hope Clearwater, l'eroina di Brazzaville Beach, somiglia a Madame Bovary, ma le è distante allo stesso tempo: svuotata dei sogni e delle aspirazioni, morta nell'anima, a volte spietata con i suoi simili, ella cerca se stessa in un angolo sperduto dell'Africa (Brazzaville si trova nella Repubblica del Congo), in mezzo ad esseri che l'uomo comune, pur riconoscendo essere molto intelligenti, disprezza come inferiori: le scimmie. Ella si lega a Clovis, scimmia alla quale arriva a dare un nome, e osservandola ogni giorno (facendo così il proprio mestiere - che se ama o no non è ben chiaro) riflette sulla sua vita: infatti il romanzo inizia con la celebre citazione di Socrate Una vita sulla quale non si riflette non è degna di essere vissuta, che ne riassume il contenuto. Il personaggio risulta intriso di modernità: fa capire che vive nel Novecento e che le conferisce un senso ancor maggiore di commiserazione: pur vivendo in mezzo agli uomini, le manca il sesso, l'eros, dolce ma amaro.

### Elenco delle opere
- A Good Man in Africa (1981)
- On the Yankee Station and Other Stories (1981)
- Come neve al sole (An Ice-Cream War) (1982), vincitore del John Llewellyn Rhys Prize[4] - edizione italiana: Mondadori, 1987
- Stelle e strisce (Stars and Bars) (1984) - Mondadori, 1986
- School Ties (1985)
- Le nuove confessioni (The New Confessions) (1987) - Neri Pozza, 2007
- Brazzaville Beach (1990), vincitore del James Tait Black Memorial Prize[5] - Frassinelli, 1991
- Un pomeriggio blu (The Blue Afternoon) (1993) - Frassinelli, 1996
- The Destiny of Natalie 'X' and Other Stories (1995)
- Armadillo (1998)
- Nat Tate: un artista americano 1928-1960 (Nat Tate: An American Artist 1928-1960) (1998) - Neri Pozza, 2020
- Ogni cuore umano (Any Human Heart) (2002) - Neri Pozza, 2004
- Fascination (2004)
- Bamboo (2005)
- Inquietudine (Restless) (2006) - Neri Pozza, 2006
- Una tempesta qualunque (Ordinary Thunderstorms) (2009) - Giano, 2010
- Aspettando l'alba (Waiting for Sunrise) (2012) - Neri Pozza, 2012
- Solo (2013) - Einaudi, 2013
- Una dolce carezza (Sweet Caress) (2015) - Neri Pozza, 2016
- L'amore è cieco (Love Is Blind) (2018) - Neri Pozza, 2019
- Trio (Trio) (2020) - Neri Pozza, 2022
- Il romantico (The Romantic) (2022) - Neri Pozza, 2023
- La luna di Gabriel (Gabriel's Moon) (2024) - Neri Pozza, 2025

## Filmografia

### Sceneggiatore
- Scoop (film TV), regia di Gavin Millar (1987)
- Stars and Bars, regia di Pat O'Connor (1988)
- Mister Johnson, regia di Bruce Beresford (1990)
- Zia Giulia e la telenovela, (Tune in Tomorrow), regia di Jon Amiel (1990)
- Alla ricerca dello stregone (A Good Man in Africa), regia di Bruce Beresford (1994)
- The Trench - La trincea (The Trench), di cui è anche regista (1999)
- Man to Man, regia di Régis Wargnier (2005)

### Regista
- The Trench - La trincea (The Trench) (1999)